# توماس پولک
توماس پولک (Thomas Polk) (زادهٔ حدود سال ۱۷۳۲- درگذشتهٔ ۲۵ ژانویه ۱۷۹۴)، مزرعه‌دار، افسر ارتش قاره‌ای در طول جنگ انقلاب آمریکا و سیاستمداری بود که در مجلس عوام کارولینای شمالی، کنگرهٔ ایالتی کارولینای شمالی و کنسول ایالتی خدمت کرد. او چهارمین هنگ کارولینای شمالی را در نبرد براندی‌وین رهبری کرد. در سال ۱۷۸۶ مجمع عمومی کارولینای شمالی پولک را برای کنگرهٔ اتحاد انتخاب نمود، اما وی در هیچ‌یک از جلسات آن کنگره شرکت نکرد. او عموی پدر یازدهمین رئیس‌جمهور ایالات متحده آمریکا، جیمز ناکس پولک نیز بود.

## اوایل زندگی و جنگ مقرراتی
پولک در حدود سال ۱۷۳۲ در شهرستان کامبرلند، پنسیلوانیا به عنوان فرزند ویلیام و مارگارت تیلور پولک متولد شد. پدرش تبار اسکاتلندی- ایرلندی داشت و در ایالت مریلند متولد شده بود. وی در سال ۱۷۵۳ به شهرستان آنسن، کارولینای شمالی آمده و در سال ۱۷۵۵ با سوزانا اسپرات ازدواج کرد. آنها صاحب هشت فرزند شدند. در سال ۱۷۶۵، پولک در نبرد شوگر کریک شرکت کرد که در آن ساکنان محلی علیه زمین‌داران خصوصی بزرگی که مشغول معاملات زمین در سرزمینی بودند، دست به سلاح بردند. این منطقه کنونی، اکنون شارلوت نام دارد. در زمان آن مناقشات، معامله‌گری به نام هنری مک‌کالو تلاش می‌کرد حوزهٔ وسیعی از زمین‌ها را که توسط تاج و تخت بریتانیا به وی اعطا شده بود، نقشه-برداری و به بخش‌های کوچک تقسیم کند. ساکنین شهرستان آنسون اعتراض کردند که مک‌کالو پا به حریمی گذاشته‌است که آنها حقوق اساسی خود در آن سرزمین می‌دانند.
در طی تقابل ساکنین و نمایندگان زمین‌ها مک‌کالو تلاش کرد پولک را از خانه‌اش بیرون کند. پولک و حامیان او مأمورین و نقشه‌برداران زمین‌های مک‌کالو را ترساندند تا جاییکه مک‌کالو اجازه داد بخشی از زمین‌هایش را در سال ۱۷۶۷ به تاج و تخت بریتانیا بازگردانند. هرچند ساکنین در نهایت موفق نشدند و بسیاری از جمله پولک ناچار شدند از مک‌کالو زمین خریداری کنند یا به تعاونی رشوه دهند. همچنین پولک به واسطهٔ نفوذ مک‌کالو موقعیتی به عنوان مأمور عالی شهر جدید شارلوت یافت و در مقام نمایندهٔ زمین‌های مک‌کالو در شهر مکلنبرگ، کارولینای شمالی که تازه تأسیس شده بود، خدمت کرد. شارلوت در محل تقاطع مسیری کوچک با راه تجارت هند در نزدیکی به گذرگاه بزرگی قرار داشت که توسط مردمان کاتاوبا اشغال شده بود. محل زندگی پولک نیز جایی نزدیک به مرکز آن اجتماع بود.
پولک در سال‌های ۱۷۶۶ تا ۱۷۷۱ در مجلس عوام کارولینای شمالی خدمت کرد. در خلال جنگ مقرراتی آمریکا، فرماندار ویلیام تریون به عنوان بخشی از استراتژی فرمانداری با هدف استخدام پرسبیترینیسم‌های برجسته در جناح خود و علیه مقرراتی‌ها که بسیاری از آنها سوابقی در گروه‌های پرسبیترینیسم دارند، پولک را به درجهٔ سروانی نیروی شبه‌نظامی منصوب کرد. موقعیت پولک به عنوان یک عضو مجمع این مزیت را داشت که پس از شکست جنبش مقرراتی‌ها از پاداش‌های مالی برخوردار شود. او در سال ۱۷۷۲ مرز میان کارولینای شمالی و جنوبی را نقشه‌برداری کرد.

## جنگ انقلاب آمریکا
پولک در میان ساکنین و مقامات شهر مکلنبرگ بود که تصمیم‌های این شهر را پیش‌نویس کرده و در ۳۱ مه ۱۷۷۵ پذیرفتند. طبق این تصمیم‌ها، دولت مستعمراتی و قوانین باطل و بی‌اثر اعلام شدهٔ اجباری توسط تاج و تخت بریتانیا ملزم به سازماندهی مجدد بودند. پس از آن پولک به عنوان یکی از اعضای سومین کنگرهٔ ایالتی کارولینای شمالی انتخاب شد که دولتی را در غیاب فرماندار سلطنتی یوشیا مارتین تشکیل داد. او در اواخر سال ۱۷۷۵ به عنوان سرهنگ نیروی شبه‌نظامی در عملیات اسنو منصوب شد. این عملیات به دنبال سرکوب وفادارماندگانی بود که در نواحی داخلی کارولینای جنوبی استخدام شده بودند.
سپس پولک به سمت سرهنگ در هنگ چهارم کارولینای شمالی در خط قاره‌ای منصوب شد و در اوایل سال ۱۷۷۷ به سمت شمال پیشروی کرد. او و یگانش در نبرد برندی‌واین جنگیدند و زمستان را به همراه ارتش اصلی ارتشبد جرج واشینگتن در درهٔ فورج گذراندند. در سپتامبر ۱۷۷۷ در حالی که نیروهای بریتانیا در شرف اشغال فیلادلفیا بودند، وظیفهٔ محافظت از قطار باری شامل ناقوس‌های شهر مانند ناقوس آزادی و به سلامت رسیدن شان از فیلادلفیا به آلن‌تاون، پنسیلوانیا بر عهدهٔ پولک قرار گرفت.
پولک در فوریهٔ ۱۷۷۸ به کارولینای شمالی بازگشت تا برای ارتش قاره‌ای سربازان بیشتری جمع‌آوری کند، اما در ۲۶ ژوئن از مأموریت خود استعفا داد زیرا از عدم ترفیع به درجهٔ سرتیپ دوم پس از مرگ ارتشبد فرانسیس نش سرخورده شده بود. او فرماندهی هنگ چهارم کارولینای شمالی را در حالی از دست داد که به دلیل کمبود نیرو با هنگ دوم کارولینای شمالی تلفیق شده بود. پولک در اواسط سال ۱۷۸۰ بار دیگر مأموریتی را از ارتش قاره‌ای پذیرفت. او این بار به سمت کامیسری ارتشبد خریدهای هر دو ارتش مربوط به کارولینای شمالی و قاره‌ای در جبههٔ جنوبی جنگ انقلاب آمریکا منصوب شد. هنگامی که ناتانیل گرین فرماندهی ارتش قاره‌ای را در جبههٔ جنوبی جنگ بر عهده گرفت، با هدف آشنایی با منابع منطقه، در نخستین شبی که درجهٔ ارتشبد داشت، در محل کمپ ملاقاتی طولانی با پولک داشت.
پولک همچنین به عنوان کمیساری برای منطقهٔ سالزبری، یکی از نیروهای شبه‌نظامی کارولینای شمالی فعالیت کرد و به دلیل میهن‌پرستی، غالباً با بودجه و اعتبار شخصی به استخدام لشکر پرداخت. هنگامی که در مورد شایستگی کارهای او با هدف تأمین بودجه و اعتبار مشاجره شکل گرفت، بار دیگر استعفا داد اما همچنان به همکاری با ارتشبد گرین که در اوایل ۱۷۸۱ او را به سمت سرتیپ دوم منصوب کرد، ادامه داد. مجمع عمومی کارولینای شمالی با تصویب مأموریت مخالفت کرده و به جای آن، او را به درجهٔ سرهنگ فرمانده رساند. اما پولک با مطرح کردن دلایلی چون سن بالا و مسئولیت‌های خانوادگی، از پذیرش این درجه سر باز زد.
خلاصهٔ سابقهٔ خدمت:
- سرهنگ هنگ شهر مکلنبرگ در نیروی شبه‌نظامی کارولینای شمالی (۱۷۷۵)
- سرهنگ دومین گردان منطقهٔ سالزبری، سرباز داوطلب دقیقه‌بان گروه‌های ایالت کارولینای شمالی (۱۷۷۵ تا ۱۷۷۶)
- سرهنگ هنگ چهارم کارولینای شمالی، خط قاره‌ای (۱۷۷۶ تا ۱۷۷۸)
- کمیساری ارتشبد خط کارولینای شمالی (۱۷۸۰)

## زندگی سیاسی پس از انقلاب
پولک در سال‌های ۱۷۸۳ و ۱۷۸۴ انتخاب شد تا به شورای دولتی کارولینای شمالی راه یابد که در انجام وظایف اجرایی به فرمانداران کمک می-کرد. مجمع عمومی در سال ۱۷۸۶ او را به عنوان نمایندهٔ سومین کنگرهٔ قاره‌ای انتخاب کرد که در آن زمان با نام کنگرهٔ کنفدراسیون شناخته می‌شد. اما پولک در هیچ‌یک از جلسات آن شرکت نکرد. رئیس‌جمهور طی سفر خود به ایالت‌های جنوبی در سال ۱۷۹۱ از منزل پولک برای اقامت شبانه استفاده نمود.

## مرگ و میراث
پولک در روز ۲۵ ژانویه ۱۷۹۴ در منزل خود در شارلوت، چشم از جهان فروبست و در جایی از شارلوت به خاک سپرده شد که هم‌اکنون مقبرهٔ مهاجران قدیمی نامیده می‌شود.

## کتابشناسی
- Buchanan, John (1997). The Road to Guilford Courthouse: The American Revolution in the Carolinas. New York: John Wiley & Sons, Inc. ISBN 0-471-16402-X.
- Dunkerly, Robert; Williams, Eric (2006). Old Ninety Six: a History and Guide. Charleston, SC: The History Press. ISBN 978-1-59629-114-0.
- Johnson, Uzal (2011).  Kolb, Wade S. , III; Weir, Robert M. (eds.). Captured at Kings Mountain: The Journal of Uzal Johnson, a Loyalist Surgeon. Columbia, SC: University of South Carolina Press. ISBN 978-1-57003-961-4.
- Kars, Marjoleine (2002). Breaking Loose Together: The Regulator Rebellion in Pre-Revolutionary North Carolina. Chapel Hill, NC: University of North Carolina Press. ISBN 978-0-8078-4999-6.
- Kratt, Mary N. (2009). Charlotte, North Carolina: A Brief History. Charleston, SC: The History Press. ISBN 978-1-59629-601-5.
- Polk, James K. (1910).  Quaife, Milo M. (ed.). The Diary of James K. Polk during his Presidency, 1845–1849. Vol. 1. Chicago: A.C. McClurg & Company. ISBN 978-0-527-71700-1. OCLC 217171047.
- Polk, William M. (1915). Leonidas Polk, bishop and general. Vol. 1. New York: Longmans, Green, and co. OCLC 1524707.
- Rankin, Hugh F. (1971). The North Carolina Continentals. Chapel Hill, NC: University of North Carolina Press. ISBN 978-0-8078-1154-2.
- Rankin, Hugh F. (1988). "Polk, Thomas".  In Powell, William S (ed.). Dictionary of North Carolina Biography. Vol. 5 (P-S). Chapel Hill: University of North Carolina Press. ISBN 978-0-8078-1806-0., alternate version on NCpedia
- Whittenburg, James P. (2006). "Sugar Creek, War of".  In Powell, William S (ed.). Encyclopedia of North Carolina. Chapel Hill: University of North Carolina Press. ISBN 978-0-8078-3071-0.